# Larry Hankin
Larry Michael Hankin, más conocido como Larry Hankin (Nueva York, 7 de diciembre de 1937), es un actor estadounidense.

## Primeros años
Hankin estudió actuación en la Universidad de Siracusa.

## Carrera
Es conocido por sus papeles en programas de televisión como Friends (como "Sr. Heckles") y Seinfeld; como también en su papel importante en la película Escape from Alcatraz con Clint Eastwood. También, interpretó un papel importante en la película Billy Madison junto a Adam Sandler. Tuvo un cameo en tres películas de John Hughes, Home Alone, Planes, Trains and Automobiles y She's Having a Baby, como también en papeles pequeños en The Sure Thing y Running Scared. En 1980, compartió una nominación de Premio Óscar por Mejor Cortometraje, Acción en Vivo para Solly's Diner.
También participó como homeless en Malcolm in the Middle. 
En Seinfeld, Hankin protagonizó a Tom Pepper, el actor elegido como Kramer en el piloto de un programa de televisión, Jerry. En la vida real, tuvo que audicionar para el papel de Kramer cuando Seinfeld comenzó la producción. Larry David inicialmente sintió que Hankin se ajustaba más a su idea del personaje que sería en comparación con su inspiración de vida real, Kenny Kramer, pero Michael Richards finalmente obtuvo el papel.
Apareció en las temporadas 3 y 5 de Breaking Bad como un propietario de un depósito de chatarra. Repetiría este mismo papel ocho años después en la película original de Netflix "El Camino: A Breaking Bad Movie" (2019), dirigida y escrita por el creador de la serie, Vince Gilligan.

## Filmografía

### Cine
| Año  | Título                                              |
| ---- | --------------------------------------------------- |
| 1968 | Yours, Mine and Ours                                |
| 1969 | Viva Max!                                           |
| 1973 | Steelyard Blues                                     |
| 1979 | Escape from Alcatraz (La fuga de Alcatraz [Esp])    |
| 1979 | Solly’s Diner                                       |
| 1982 | Annie                                               |
| 1983 | The Star Chamber                                    |
| 1985 | The Sure Thing                                      |
| 1986 | Running Scared                                      |
| 1986 | Armed and Dangerous                                 |
| 1987 | Planes, Trains and Automobiles                      |
| 1988 | She’s Having a Baby                                 |
| 1990 | Death Warrant                                       |
| 1990 | Pretty Woman                                        |
| 1990 | Home Alone                                          |
| 1990 | Black Magic Woman                                   |
| 1992 | Out on a Limb                                       |
| 1992 | Deuce Couple                                        |
| 1992 | T Bone N Weasel                                     |
| 1994 | It's Pat                                            |
| 1995 | Billy Madison                                       |
| 1997 | Money Talks                                         |
| 2008 | The Alphabet Killer (El asesino del alfabeto [Esp]) |
| 2013 | Pain & Gain                                         |
| 2019 | El Camino: A Breaking Bad Movie                     |

### Televisión
| Año       | Título                   | Notas       |
| --------- | ------------------------ | ----------- |
| 1966      | That Girl                | 1 Episodio  |
| 1988      | Alf                      |             |
| 1993      | Seinfeld                 | 2 Episodios |
| 1994-1996 | Friends                  |             |
| 1995      | Star Trek: Voyager       | 3 Episodios |
| 1995      | Married... with Children | 1 Episodio  |
| 1996      | Home Improvement         | 1 Episodio  |
| 2003      | Malcolm in the Middle    | 1 Episodio  |
| 2004      | Monk                     | 1 Episodio  |
| 2010-2012 | Breaking Bad             | 2 Episodios |
| 2018      | Barry                    | 1 Episodio  |

## Premios y reconocimientos
Premios Óscar
| Año  | Categoría                     | Trabajo nominado | Resultado |
| ---- | ----------------------------- | ---------------- | --------- |
| 1980 | Mejor cortometraje de ficción | Solly's Diner    | Nominado  |